# Luis Pasamontes
Luis Pasamontes Rodríguez (Cangas del Narcea, Asturias, 2 de octubre de 1979) es un exciclista español que fue profesional entre 2003 y 2012.
En la actualidad es mentor de deportistas profesionales, empresas y ejecutivos. Es fundador del Club The League of Gregarious, en el que fusiona la bici con las relaciones profesionales entre deportistas y empresarios.

## Trayectoria
Debutó como profesional en las filas del equipo Relax-Fuenlabrada en la temporada 2003, equipo en el que estuvo tres temporadas. En 2008 llegó a la estructura de Eusebio Unzué (Caisse d'Epargne en ese momento, actual Movistar Team). Ciclista todoterreno, Pasamontes ha sido un gregario destacado dentro del equipo.
Para 2012 le fue propuesto pasar al equipo filial colombiano, el Movistar Team Continental para ser el capitán de ruta y transmitir su experiencia al resto del equipo. En diciembre de 2011, Pasamontes se trasladó a Colombia y convivió con la plantilla una semana, tras lo cual decidió aceptar el reto.
Tras su carrera profesional como ciclista profesional de carretera, ha participado en pruebas de ultrafondo con Btt como Titan Desert, Mongolia-Bike Challenge o Madrid-Lisboa en categoría Solo, siendo el primer vencedor de la historia después de recorrer los más de 790km, en poco más de 42 horas.
Como amateur ganó el Trofeo Guerrita como victoria más destacada.

## Palmarés
2004
- Memorial Manuel Galera-Ciudad de Armilla

2007
- 1 etapa del Tour de Valonia

## Resultados en Grandes Vueltas y Campeonatos del Mundo
| Carrera | Carrera         | 2003 | 2004 | 2005 | 2006 | 2007 | 2008 | 2009 | 2010 | 2011 | 2012 |
| ------- | --------------- | ---- | ---- | ---- | ---- | ---- | ---- | ---- | ---- | ---- | ---- |
|         | Giro de Italia  | —    | —    | —    | —    | —    | 36.º | —    | —    | 51.º | —    |
|         | Tour de Francia | —    | —    | —    | —    | —    | —    | 39.º | —    | —    | —    |
|         | Vuelta a España | —    | 20.º | 29.º | —    | —    | 35.º | —    | 47.º | —    | —    |

—: no participa 

Ab.: abandono

## Equipos
- Relax-Fuenlabrada (2003-2005)
  - Colchón Relax-Fuenlabrada (2003)
  - Relax-Bodysol (2004)
  - Relax-Fuenlabrada (2005)
- Unibet.com (2006-2007)
- Caisse d'Epargne/Movistar (2008-2011)
  - Caisse d'Epargne (2008-2010)
  - Movistar Team (2011)
- Movistar Team Continental (2012)